# Benedicto Kiwanuka
Benedicto Kiwanuka (anglès: Benedicto Kabimu Mugumba Kiwanuka)  (Bukomansimbi District, 8 de maig de 1922 - Makindye Prison, 22 de setembre de 1972) va ser el primer primer ministre d'Uganda, líder del Partit Demòcrata i un dels primers líders que va liderar al país en la transició entre el domini colonial britànic i la independència. Va ser assassinat pel règim d'Idi Amin el setembre de 1972.

## Biografia
Era d'ètnia Baganda, va néixer a Kisabwa i era membre de l'Església Catòlica Romana.
Després d'assistir a l'escola primària, es va unir als Rifles Africans de Rei, arribant al grau de Sergent Major en la Segona Guerra Mundial. Després de tornar de la guerra, va treballar com a intèrpret al Tribunal Superior d'Uganda.
Volent estudiar dret, es va preparar assistint a un curs de matriculació a Lesotho (1950 - 1952), abans d'anar a Gran Bretanya per assistir a l'University College London (1952-1956). Va ser admès al col·legi d'advocats Gray's Inn el febrer de 1956. En tornar a Uganda, va exercir l'advocacia en privat de 1956 a 1959.

### Carrera política

#### Conferència Constitucional d'Uganda
Com a resultat de la Conferència Constitucional d'Uganda del setembre de 1961 celebrada a Londres, l'1 de març de 1962, Uganda va aconseguir la capacitat d'autogovernar-se. Kiwanuka es va convertir en el primer primer ministre d'Uganda en la nova Assemblea Nacional.

#### Eleccions d'Uganda del 1962
Una noves eleccions es van dur a terme a l'abril del 1962, el partit de Kiwanuka va perdre davant l'aliança de Milton Obote. A més, el fet que Kiwanuka fos catòlic el va fer impopular amb els seus companys de Buganda, un poble principalment protestant. Uganda va aconseguir la independència el 9 d'octubre de 1962, amb Obote com el primer primer ministre d'una Uganda totalment independent.

### Engarjolament i assassinat el 1972

#### Arrest
Kiwanuka va ser empresonat el 1969 pel govern d'Obote, però va ser un dels 55 detinguts polítics alliberats per Idi Amin immediatament després del cop que va portar a Amin al poder. Amin el va designar com a president de Tribunal Suprem d'Uganda el 27 de juny de 1971.
Kiwanuka aviat es va enfrontar amb el menyspreu d'Amin pels seus ideals judicials. Immediatament després del cop d'estat d'Obote el 1972, Kiwanuka va ser arrestat a punta de pistola pels homes d'Amin mentre presidia una sessió de Tribunal Superior. A més de contrarestar des de la banqueta algunes de les ordres més draconianes d'Amin, Kiwanuka també havia acceptat en secret donar suport al retorn de Milton Obote al poder, amb la condició que Kiwanuka estigués involucrat en la reforma constitucional.

#### Assassinat
Kiwanuka va refusar d'abandonar Uganda malgrat les advertències que si no es doblegava al govern el matarien; el 21 de setembre Kiwanuka va ser segrestat per les forces d'Amin i el 22 de setembre va ser assassinat a la Presó de Makindye en una execució prolongada que, segons testimonis presencials, va involucrar el tall d'orelles, nas, llavis i braços de Kiwanuka, i esventrament i castració abans que finalment fos immolat.
La mort de Kiwanuka no va ser reconeguda com una execució, i Amin en canvi va culpar públicament els partidaris d'Obote i fins i tot va iniciar una investigació policial. L'assassinat de Kiwanuka va ser el primer d'una sèrie dirigida contra figures destacades de les tribus Baganda i Ankole, amb l'objectiu de frenar el seu poder.
Té una estàtua en la seva memòria com a jutge a petició del president Yoweri Museveni.